# ВЕС Жепін
ВЕС Жепін – вітрова електростанція на заході Польщі, у Любуському воєводстві.
Майданчик для станції обрали поблизу містечка Жепін (на схід від кордону з Німеччиною біля Франкфурту-на-Одері). В 2015-му тут ввели в експлуатацію 29 вітрових турбін данської  компанії Vestas типу V100/2000 із одиничною потужністю 2 МВт та діаметром ротору 100 метрів.